# Wolfgang Fortner
Wolfgang Fortner (Leipzig, 12 de octubre de 1907-Heidelberg, 5 de septiembre de 1987) fue un compositor, director de orquesta y profesor universitario alemán. 

## Biografía
Estudió en la Escuela Superior de Música y Teatro «Felix Mendelssohn Bartholdy» de Leipzig y en la Universidad de Leipzig. Más adelante fue profesor de la Hochschule für Musik de Detmold y de la Hochschule für Musik de Friburgo de Brisgovia. Entre sus discípulos se encuentran Hans Werner Henze y Bernd Alois Zimmermann.
Su estilo fue heredero de la obra de Max Reger y aglutinó diversas influencias dentro del expresionismo y el dodecafonismo, como las de Paul Hindemith, Igor Stravinski y Anton von Webern. Desde estos orígenes buscó siempre un sello personal, marcado por la solidez estructural, una sonoridad tímbrica y un fuerte dramatismo de sus obras escénicas.
Fue autor de dos óperas basadas en obras de Federico García Lorca: Bluthochzeit (Bodas de sangre, 1958) e In seinem Garten lebt Don Perlimplín mit Belisa (Don Perlimplín con Belisa en su jardín, 1962). Compuso también la ópera bufa Corinna (1958) y Elisabeth Tudor (1972).

## Obras principales

### Óperas
- Bluthochzeit (1957)
- Corinna (1958)
- In seinem Garten liebt Don Perlimplin Belisa (1962)
- Elisabeth Tudor (1972)
- That time (1977)

### Ballets
- Die weiße Rose (1950)
- Die Witwe von Ephesus
- Carmen (Bizet Collagen) (1971)

### Otras obras
- Cuarteto de cuerda n.º 1 (1930)
- Concierto para órgano e instrumentos de cuerda (1932)
- Concertino en sol menor para viola y orquesta de cámara (1934)
- Sonatina para piano (1935)
- Concierto para orquesta de cuerda (1935)
- Sinfonía concertante (1937)
- Cuarteto de cuerda n.º 2 (1938)
- Concierto para piano y orquesta (1943)
- Sonata para violín y piano (1945)
- Concierto para violín y orquesta (1947)
- Sonata para flauta y piano (1947)
- Sinfonía 1947 (1947)
- Cuarteto de cuerda n.º 3 (1948)
- Phantasie über die Tonfolge BACH (1950)
- Concierto para violonchelo y orquesta (1951)
- Die Schöpfung (1954)
- Impromptus (1957)
- Die Pfingstgeschichte nach Lukas (1963)
- Triplum para tres pianos y orquesta (1965)
- Prismen para flauta, oboe, arpa, percusión y orquesta (1967)
- Marginalien. Dem Andenken eines guten Hundes (1969)
- Zyklus para violonchelo y orquesta de cámara sin cuerdas (1970)
- Machaut-Balladen para cantante y orquesta (1974)
- Cuarteto de cuerda n.º 4 (1975)
- Triptychon (1977)
- Dos tríos de cuerda (1951, 1983)
- Trío de pianos (1978)

## Premios
- 1948 Premio Schreker, Berlín.
- 1953 Premio Louis Spohr, Brunswick.
- 1955 Miembro de la Academia de Bellas Artes de Berlín.
- 1956 Miembro de la Academia Bávara de Bellas Artes de Múnich.
- 1960 Premio Bach de la ciudad libre y hanseática de Hamburgo.
- 1977 Premio Reinhold Schneider, Friburgo de Brisgovia.
- 1977 Gran Cruz del Mérito con Estrella de la Orden del Mérito de la República Federal de Alemania.
- 1977 Doctor honoris causa de las Universidades de Friburgo y Heidelberg.